# Segunda Categoría de Sucumbíos 2021
El Campeonato Provincial de Segunda Categoría de Sucumbíos 2021 fue un torneo de fútbol en Ecuador en el cual compitieron equipos de la provincia de Sucumbíos. El torneo fue organizado por la Asociación de Fútbol No Amateur de Sucumbíos y avalado por la Federación Ecuatoriana de Fútbol. El torneo empezó el 10 de julio y finalizó el 14 de agosto. Participaron 4 clubes de fútbol y entregó dos cupos a los play-offs del Ascenso Nacional 2021 por el ascenso a la Serie B, además el campeón provincial clasificó a la primera fase de la Copa Ecuador 2022.

## Sistema de campeonato
El sistema determinado por la Asociación de Fútbol No Amateur de Sucumbíos fue el siguiente:
- Se jugó una etapa única con los cuatro equipos establecidos, fue todos contra todos ida y vuelta en un total de 6 fechas, al final los equipos que terminaron en primer y segundo lugar clasificaron a los play-offs del Ascenso Nacional 2021 y a la primera fase de la Copa Ecuador 2022.

## Equipos participantes
| Equipos participantes                           | Equipos participantes | Equipos participantes | Equipos participantes | Equipos participantes | Equipos participantes | Equipos participantes                               |
| ----------------------------------------------- | --------------------- | --------------------- | --------------------- | --------------------- | --------------------- | --------------------------------------------------- |
|                                                 |                       |                       |                       |                       |                       |                                                     |
| Equipo                                          | Ciudad                | Entrenador            | Estadio               | Capacidad             | Logo                  | Patronicador                                        |
| Club Social, Cultural y Deportivo Caribe Junior | Lago Agrio            | Maximino Perea        | Carlos Vernaza        | 8000                  | Bandera de ?          | Cooperativa de Transporte de Carga Pesada Sucumbíos |
| Club Social, Cultural y Deportivo Chicos Malos  | Lago Agrio            | Willington Bautista   | Carlos Vernaza        | 8000                  | Bandera de ?          | TVNet Lago                                          |
| Club Deportivo Unión Manabita                   | Lago Agrio            | Pedro Pablo Perlaza   | Carlos Vernaza        | 8000                  | Bandera de ?          | TVNet Lago                                          |
| Club Deportivo Profesional Oriental             | Shushufindi           | Roldán Gómez          | Carlos Vernaza        | 8000                  | Boman                 | Palmeras del Ecuador                                |

## Uniforme de participantes
| Caribe Junior | Chicos Malos | Unión Manabita | Deportivo Oriental |
| ------------- | ------------ | -------------- | ------------------ |

## Equipos por ubicación geográfica
| Cantón      | N.º | Equipos                                         |
| ----------- | --- | ----------------------------------------------- |
| Lago Agrio  | 3   | - Caribe Junior - Chicos Malos - Unión Manabita |
| Shushufindi | 1   | - Deportivo Oriental                            |

| Caribe Junior Chicos Malos Unión Manabita Deportivo Oriental |

## Clasificación
| Pos. | Equipo             | Pts. | PJ | G | E | P | GF | GC | Dif. |  |
| ---- | ------------------ | ---- | -- | - | - | - | -- | -- | ---- |  |
| 1    | Unión Manabita     | 14   | 6  | 4 | 2 | 0 | 15 | 5  | +10  |  |
| 2    | Caribe Junior      | 13   | 6  | 4 | 1 | 1 | 14 | 1  | +13  |  |
| 3    | Deportivo Oriental | 7    | 6  | 2 | 1 | 3 | 9  | 14 | −5   |  |
| 4    | Chicos Malos       | 0    | 6  | 0 | 0 | 6 | 6  | 24 | −18  |  |

 Fuente: TVNet Lago
Criterios de clasificación: 1) Puntos; 2) Diferencia de goles; 3) Goles marcados
|  | Campeón. Clasificado a los play-offs de Segunda Categoría 2021.    |
|  | Subcampeón. Clasificado a los play-offs de Segunda Categoría 2021. |

## Evolución de la clasificación
| Equipo / Jornada   | 01 | 02 | 03 | 04 | 05 | 06 |
| ------------------ | -- | -- | -- | -- | -- | -- |
| Unión Manabita     | 2  | 2  | 1  | 1  | 1  | 1  |
| Caribe Junior      | 1  | 1  | 2  | 2  | 2  | 2  |
| Deportivo Oriental | 3  | 3  | 3  | 3  | 3  | 3  |
| Chicos Malos       | 4  | 4  | 4  | 4  | 4  | 4  |

## Resultados
- Los horarios corresponden al huso horario de Ecuador: (UTC-5).

### Primera vuelta
| Deportivo Oriental | 1 - 1 | Unión Manabita | Carlos Vernaza | 10 de julio | 13:00 |
| Caribe Junior      | 3 - 0 | Chicos Malos   | Carlos Vernaza | 10 de julio | 15:00 |

| Unión Manabita | 3 - 2 | Chicos Malos       | Carlos Vernaza | 17 de julio | 12:00 |
| Caribe Junior  | 5 - 0 | Deportivo Oriental | Carlos Vernaza | 17 de julio | 15:00 |

| Chicos Malos   | 3 - 4 | Deportivo Oriental | Carlos Vernaza | 24 de julio | 12:00 |
| Unión Manabita | 1 - 0 | Caribe Junior      | Carlos Vernaza | 24 de julio | 15:00 |

### Segunda vuelta
| Caribe Junior      | 0 - 0 | Unión Manabita | Carlos Vernaza | 31 de julio | 12:00 |
| Deportivo Oriental | 3 - 0 | Chicos Malos   | Carlos Vernaza | 31 de julio | 15:00 |

| Deportivo Oriental | 0 - 3 | Caribe Junior  | Carlos Vernaza | 7 de agosto | 12:00 |
| Chicos Malos       | 1 - 8 | Unión Manabita | Carlos Vernaza | 7 de agosto | 15:00 |

| Chicos Malos       | 0 - 3 | Caribe Junior      | Carlos Vernaza | 14 de agosto | 12:00 |
| Unión Manabita (C) | 2 - 1 | Deportivo Oriental | Carlos Vernaza | 14 de agosto | 15:00 |

### Tabla de resultados cruzados
| Local \ Visitante  | CAR | CHM | UNI | ORI |
| ------------------ | --- | --- | --- | --- |
| Caribe Junior      | —   | 3–0 | 0–0 | 5–0 |
| Chicos Malos       | 0–3 | —   | 1–8 | 3–4 |
| Unión Manabita     | 1–0 | 3–2 | —   | 2–1 |
| Deportivo Oriental | 0–3 | 3–0 | 1–1 | —   |

### Campeón
| |
| Club Deportivo Unión Manabita 1.er título Clasificado a los play-offs de la Segunda Categoría 2021 y la 1.ª fase de la Copa Ecuador 2022. |
| También clasificó Caribe Junior como subcampeón.                                                                                          |

## Goleadores
| Pos. | Jugador        | Equipo             | Goles |
| ---- | -------------- | ------------------ | ----- |
| 1    | Mateo González | Unión Manabita     | 7     |
| 2    | Arbey Vera     | Caribe Junior      | 6     |
| 3    | Wilson Ortiz   | Chicos Malos       | 4     |
| 4    | Saúl Micolta   | Deportivo Oriental | 4     |
| 5    | Neffer Mina    | Chicos Malos       | 2     |